# Seija Hyytiäinen
Seija Hyytiäinen ist eine ehemalige finnische Biathletin.
Seija Hyytiäinen trat erstmals in Chamonix bei den Biathlon-Weltmeisterschaften 1988 bei einer internationalen Meisterschaft an und wurde 38. des Einzels und 33. des Sprints. Ein Jahr später wurde sie in Feistritz 29. des Sprints und mit Sari Kokko, Tuija Vuoksiala und Pirjo Mattila Fünfte des Mannschaftsrennens. Ihren größten Erfolg erreichte Hyytiäinen 1990 in Oslo, als sie an der Seite von Tuija Vuoksiala und Pirjo Mattilaim Staffelrennen die Bronzemedaille gewann. Im Einzel wurde sie 29., im Sprint 24. sowie in der Besetzung des Vorjahres Siebte im Mannschaftsrennen. Auch 1991 startete Hyytiäinen in Lahti in allen vier möglichen Rennen. Im Einzel wurde sie 14., im Sprint 21., in der Mannschaft mit Sari Lähde, Päivi Kallio und Tuija Sikiö Siebte sowie mit Johanna Saarinen und Tuija Sikiö Staffel-Achte. Die Olympischen Winterspiele 1992 in Albertville, wo Biathlon der Frauen erstmals olympisch war, verpasste die Finnin. Nach den Biathlon-Weltmeisterschaften 1993 in Borowetz, wo Hyytiäinen mit der Staffel und im Mannschaftsrennen Zehnte wurde. Im Weltcup kam sie regelmäßig zum Einsatz und erreichte immer wieder gute Platzierungen, darunter auch Platzierungen auf dem Podium.

## Weltcup-Platzierungen
Die Tabelle zeigt alle Platzierungen (je nach Austragungsjahr einschließlich Olympische Spiele und Weltmeisterschaften).
- 1.–3. Platz: Anzahl der Podiumsplatzierungen
- Top 10: Anzahl der Platzierungen unter den ersten zehn (einschließlich Podium)
- Punkteränge: Anzahl der Platzierungen innerhalb der Punkteränge (einschließlich Podium und Top 10)
- Starts: Anzahl gelaufener Rennen in der jeweiligen Disziplin
- Staffel: inklusive Mixed-Staffel

| Platzierung                                                              | Einzel | Sprint | Verfolgung | Massenstart | Team | Staffel | Gesamt |
| ------------------------------------------------------------------------ | ------ | ------ | ---------- | ----------- | ---- | ------- | ------ |
| 1. Platz                                                                 |        |        |            |             |      |         |        |
| 2. Platz                                                                 |        |        |            |             |      |         |        |
| 3. Platz                                                                 |        | 1      |            |             |      | 1       | 2      |
| Top 10                                                                   |        | 1      |            |             | 3    | 3       | 7      |
| Punkteränge                                                              | 3      | 5      |            |             | 3    | 3       | 14     |
| Starts                                                                   | 7      | 10     |            |             | 3    | 3       | 23     |
| Stand: Karriereende, einschließlich WM und Olympia, Daten nicht komplett |        |        |            |             |      |         |        |